# Theodore Olson
Theodore Olson Bevry (Chicago, Illinois; 11 de septiembre de 1940—Falls Church, Virginia; 13 de noviembre de 2024) fue procurador general de los Estados Unidos desde junio de 2001 hasta julio de 2004. Su esposa Barbara Olson, murió en los atentados del 11 de septiembre de 2001; ella era una pasajera del vuelo 77 de American Airlines.